# Crésuz
Crésuz (Freiburger Patois Krejuⓘ) ist eine politische Gemeinde im Greyerzbezirk des Kantons Freiburg in der Schweiz. Der frühere deutsche Name Kürjü wird heute nicht mehr verwendet.

## Geographie
Crésuz liegt auf 909 m ü. M., 6,5 km östlich des Bezirkshauptortes Bulle (Luftlinie). Das ehemalige Bauerndorf erstreckt sich am Südhang des Mont Bifé auf einer Geländeterrasse oberhalb des Stausees Lac de Montsalvens, in der weiten Talmulde von Charmey in den Freiburger Voralpen.
Die Fläche des 1,8 km² grossen Gemeindegebiets umfasst einen Abschnitt des voralpinen Gebietes im südlichen Teil des Kantons Freiburg. Der ehemalige Flusslauf des Jaunbachs (französisch: Jogne) im Bereich des Stausees Lac de Montsalvens bildet die Südgrenze des Gebietes. Im Osten folgt die Grenze entlang des Flusses Javro, der in seinem untersten Teil ebenfalls durch den Lac de Montsalvens zu einem schmalen stehenden Gewässer aufgestaut wurde. Vom Seeufer erstreckt sich der Gemeindeboden nach Nordwesten den Hang hinauf über die Terrasse von Crésuz und den Wald Tremblex bis auf die Alpweiden Petits Monts und Gros Monts. Oberhalb von Gros Monts wird mit 1396 m ü. M. der höchste Punkt von Crésuz erreicht. Der hier entspringende Bach, der in den Lac de Montsalvens mündet, bildet die Westgrenze. Von der Gemeindefläche entfielen 1997 18 % auf Siedlungen, 34 % auf Wald und Gehölze, 39 % auf Landwirtschaft, und etwas weniger als 9 % war unproduktives Land.
Zu Crésuz gehören Ferienhaussiedlungen oberhalb des Dorfes sowie einige Einzelhöfe und Alphütten. Nachbargemeinden von Crésuz sind Broc, Châtel-sur-Montsalvens und Val-de-Charmey.

## Bevölkerung
Mit 474 Einwohnern (Stand 31. Dezember 2023) gehört Crésuz zu den kleinen Gemeinden des Kantons Freiburg. Von den Bewohnern sind 77,3 % französischsprachig, 18,3 % deutschsprachig und 1,8 % portugiesischsprachig (Stand 2000). Die Bevölkerungszahl von Crésuz belief sich 1850 auf 111 Einwohner, 1900 auf 127 Einwohner. Nach einem Höchststand um 1920 (177 Einwohner; zahlreiche Bewohner arbeiteten in der Schokoladefabrik Cailler in Broc) nahm die Bevölkerung durch starke Abwanderung bis 1970 um fast 40 % auf 108 Personen ab. Vor allem während der 1980er-Jahre wurde wieder eine rasche Bevölkerungszunahme (Verdoppelung der Einwohnerzahl) verzeichnet.

## Wirtschaft
Crésuz war bis in die zweite Hälfte des 20. Jahrhunderts ein vorwiegend durch die Landwirtschaft geprägtes Dorf. Heute haben die Viehzucht und Milchwirtschaft nur noch eine geringe Bedeutung in der Erwerbsstruktur der Bevölkerung. Weitere Arbeitsplätze sind im lokalen Kleingewerbe und im Dienstleistungssektor vorhanden. In den letzten Jahrzehnten hat sich das Dorf dank seiner attraktiven Lage auch zu einer Wohngemeinde entwickelt. Viele Erwerbstätige sind deshalb Wegpendler, die in den Regionen Bulle oder Freiburg arbeiten. Durch den Bau von zahlreichen Ferienwohnungen hat Crésuz als Nachbargemeinde von Charmey seit den 1960er-Jahren einen touristischen Aufschwung erlebt.

## Verkehr
Die Gemeinde ist verkehrstechnisch recht gut erschlossen. Sie liegt an der Hauptstrasse von Bulle über den Jaunpass nach Boltigen. Durch die Buslinien der Transports publics Fribourgeois, die von Bulle nach Boltigen sowie von Freiburg via La Roche nach Jaun verkehren, ist Crésuz an das Netz des öffentlichen Verkehrs angebunden.

## Geschichte

Historisches Luftbild von Werner Friedli von 1964

Die erste urkundliche Erwähnung des Ortes erfolgte 1301 unter den Namen Cresu und Crisu. Die Herkunft des Ortsnamens ist nicht eindeutig geklärt. Crésuz ist entweder vom lateinischen Wort croceolus (kleine Lampe) oder von cressa (Erhebung, Hügel) abgeleitet. Seit dem Mittelalter unterstand Crésuz den Herren von Corbières und gehörte zur Mitherrschaft Charmey.
Zusammen mit der Herrschaft Corbières gelangte das Dorf 1454 durch Kauf an die Grafschaft Greyerz. Die finanziellen Schwierigkeiten des Grafen Michael von Greyerz führten 1553 zum Verkauf der Herrschaft Corbières an Freiburg, welches die Vogtei Corbières einrichtete. Im Jahr 1667 fielen zahlreiche Häuser einer Feuersbrunst zum Opfer. Nach dem Zusammenbruch des Ancien Régime (1798) gehörte Crésuz während der Helvetik zum Bezirk Greyerz und ab 1803 zum Arrondissement Charmey, bevor es 1815 wieder in den Bezirk Greyerz eingegliedert wurde.
Seit 2012 gehört die Gemeinde zum Parc naturel régional Gruyère Pays-d’Enhaut.

## Sehenswürdigkeiten
Die Pfarrkirche Saint-François von Crésuz wurde 1647 geweiht, brannte aber 20 Jahre später beim Dorfbrand nieder. 1670 wurde die Kirche wiederaufgebaut. Im Ortskern sind charakteristische Häusergruppen aus dem 18. Jahrhundert erhalten.